# Hold kæft-bolsje
Et hold kæft-bolsje er et bolsje, som er meget stort.
Navnet kommer af, at det er så stort, at man ikke kan tale med det i munden. Udtrykket benyttes også i overført betydning, f.eks. i politisk sammenhæng om at give folk noget andet end det, de ønsker, og som man ikke kan eller vil imødekomme, i et forsøg på at lægge en dæmper på deres krav eller utilfredshed.
I nogle butikker (bl.a. Søstrene Grene) kan man købe hold mund-bolsjer, som er en eufemistisk betegnelse for det samme.